# CONMEBOL-olimpiai selejtezőtorna
A CONMEBOL-olimpiai selejtezőtorna (angolul: CONMEBOL Men Pre-Olympic Tournament, spanyolul: Torneo Preolímpico Sudamericano Sub-23) egy megszűnt, 23 éven aluliak számára kiírt labdarúgó-selejtező-torna volt 1960 és 2004 között, amely az olimpiára történő kijutásról döntött. A sorozatban Dél-Amerika U23-as válogatottjai vettek részt. 2007 -és 2015 között a Dél-amerikai U20-as labdarúgó-bajnokság volt a kvalifikációs selejtező.  2020-ban újra bevezették a tornát.

## Eredmények

### Összegzés
A félkövérrel jelölt csapatok jutottak ki az olimpiára.
| Év             | Rendező   |            | Végeredmény | Végeredmény | Végeredmény | Végeredmény |
| Év             | Rendező   | Aranyérmes | Ezüstérmes  | Bronzérmes  | 4. hely     |             |
| -------------- | --------- | ---------- | ----------- | ----------- | ----------- | ----------- |
| 1960 Részletek | Peru      | Argentína  | Peru        | Brazília    | Mexikó      |             |
| 1964 Részletek | Peru      | Argentína  | Brazília    | Peru        | Kolumbia    |             |
| 1968 Részletek | Kolumbia  | Brazília   | Kolumbia    | Uruguay     | Paraguay    |             |
| 1972 Részletek | Kolumbia  | Brazília   | Kolumbia    | Argentína   | Peru        |             |
| 1976 Részletek | Brazília  | Brazília   | Uruguay     | Argentína   | Kolumbia    |             |
| 1980 Részletek | Kolumbia  | Argentína  | Kolumbia    | Peru        | Venezuela   |             |
| 1984 Részletek | Ecuador   | Brazília   | Chile       | Paraguay    | Ecuador     |             |
| 1988 Részletek | Bolívia   | Brazília   | Argentína   | Bolívia     | Kolumbia    |             |
| 1992 Részletek | Paraguay  | Paraguay   | Kolumbia    | Uruguay     | Ecuador     |             |
| 1996 Részletek | Argentína | Brazília   | Argentína   | Uruguay     | Venezuela   |             |
| 2000 Részletek | Brazília  | Brazília   | Chile       | Argentína   | Uruguay     |             |
| 2004 Részletek | Chile     | Argentína  | Paraguay    | Brazília    | Chile       |             |
| 2020 Részletek | Kolumbia  | Argentína  | Brazília    | Uruguay     | Kolumbia    |             |

## Ranglista országonként
| Csapat    | Győztes                                      | 2. helyezett               |
| --------- | -------------------------------------------- | -------------------------- |
| Brazília  | 7 (1968, 1971, 1976, 1984, 1987, 1996, 2000) | 2 (1964, 2020)             |
| Argentína | 5 (1960, 1964, 1980, 2004, 2020)             | 2 (1987, 1996)             |
| Paraguay  | 1 (1992)                                     | 1 (2004)                   |
| Kolumbia  |                                              | 4 (1968, 1971, 1980, 1992) |
| Chile     |                                              | 2 (1984, 2000)             |
| Uruguay   |                                              | 1 (1976)                   |
| Peru      |                                              | 1 (1960)                   |